# Lycée viticole de Beaune

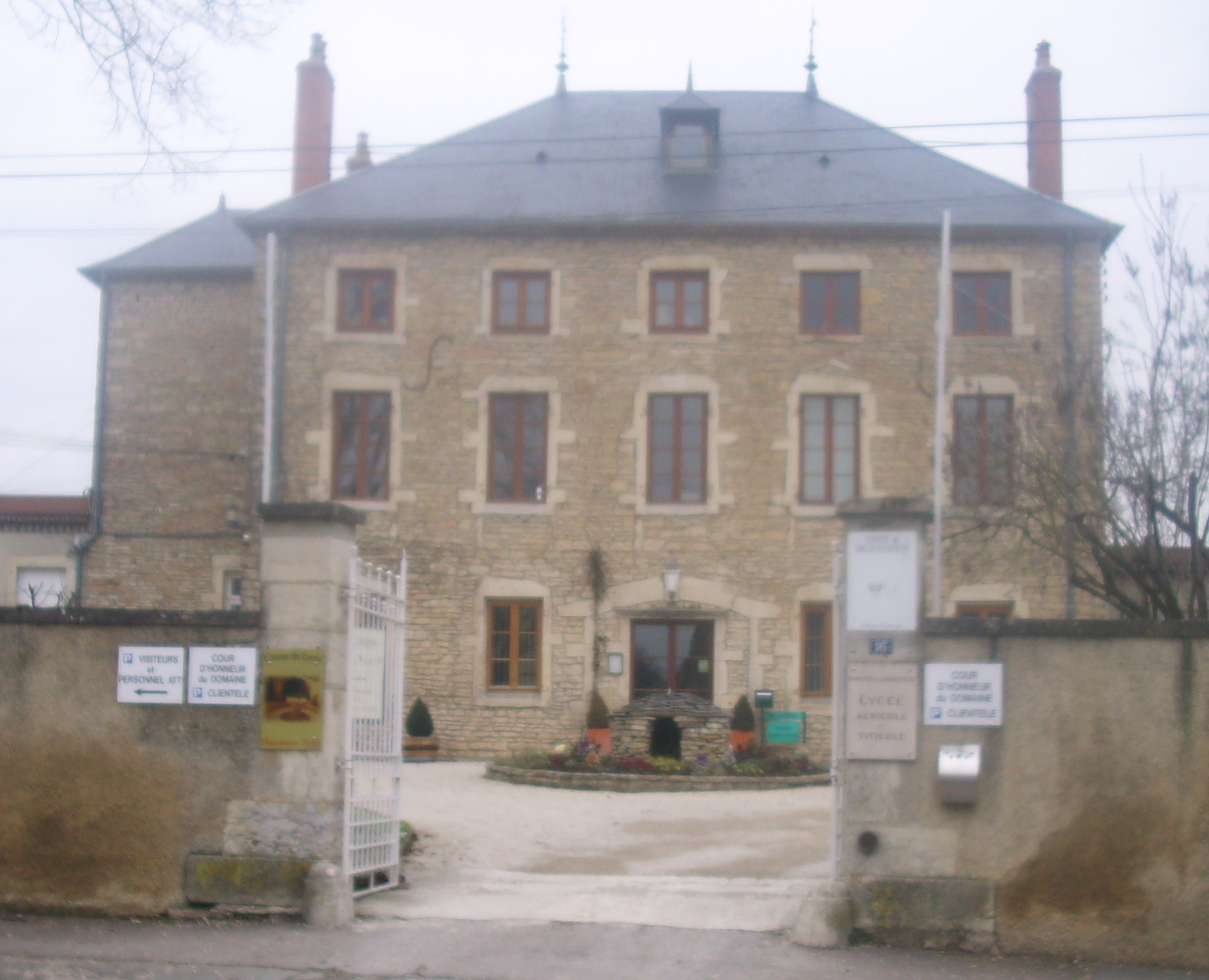
Cour d'honneur et bâtiment administratif de la Viti.

Le lycée viticole de Beaune est créé en 1884 ; il fait partie des quatre établissements de Bourgogne où sont enseignés la viticulture et l'œnologie (formations en Viticulture-Œnologie).
Le lycée est communément appelé « la Viti ».

## Histoire
L'établissement est créé en 1884, dans le clos Saint-Philibert, situé à la limite du vignoble de la côte de Beaune et de la ville elle-même.  (Géolocalisation 47° 01′ 29,75″ N, 4° 49′ 47,99″ E)

À l'époque, la crise viticole fait disparaître une grande partie du vignoble, à cause de l'apparition de maladies comme l'oïdium, le mildiou, le black rot, ou encore le phylloxéra. Le système de greffage permet de contrer le phylloxéra, et l'utilisation de cuivres ou de soufre pour les autres maladies font naître une demande de formation. C'est dans ce contexte que La Viti est créée, comme pépinière et centre de greffage. Elle s'est ensuite diversifiée au fur et à mesure que les techniques viticoles ont évolué.  
La Viti possède sa propre exploitation viticole, elle s'étend sur 19 hectares environ, et comporte de nombreuses parcelles de la côte de Beaune. La plupart sont des dons faits au domaine au fur et à mesure des années, ou des baux emphytéotiques avec la Ville de Beaune. Les premiers registres des élèves datant de la fin du XIXe siècle sont conservés aux Archives municipales de Beaune. 

## Formations
Plusieurs centres de formation sont présents sur le site de La Viti.

### Lycée
La Viti dispense plusieurs formations diplômantes : 
- Bac professionnel technicien conseil vente en produit alimentaire et boisson

- Bac professionnel vigne et vin
- Bac technologique STAV
- BTS viticulture et œnologie
- BTS technico-commercial

### CFA

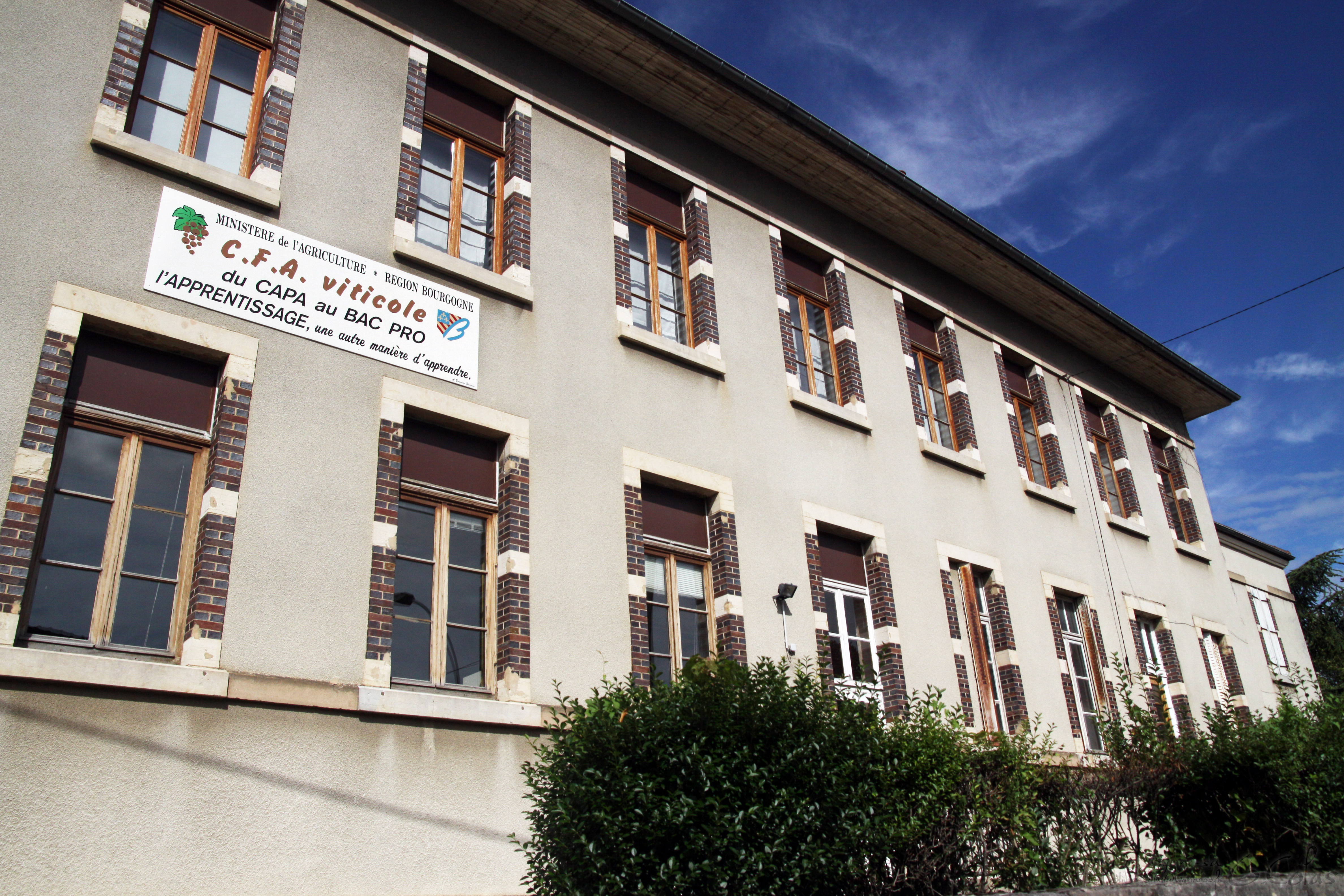
Bâtiment du CFA de La Viti

### CFPPA

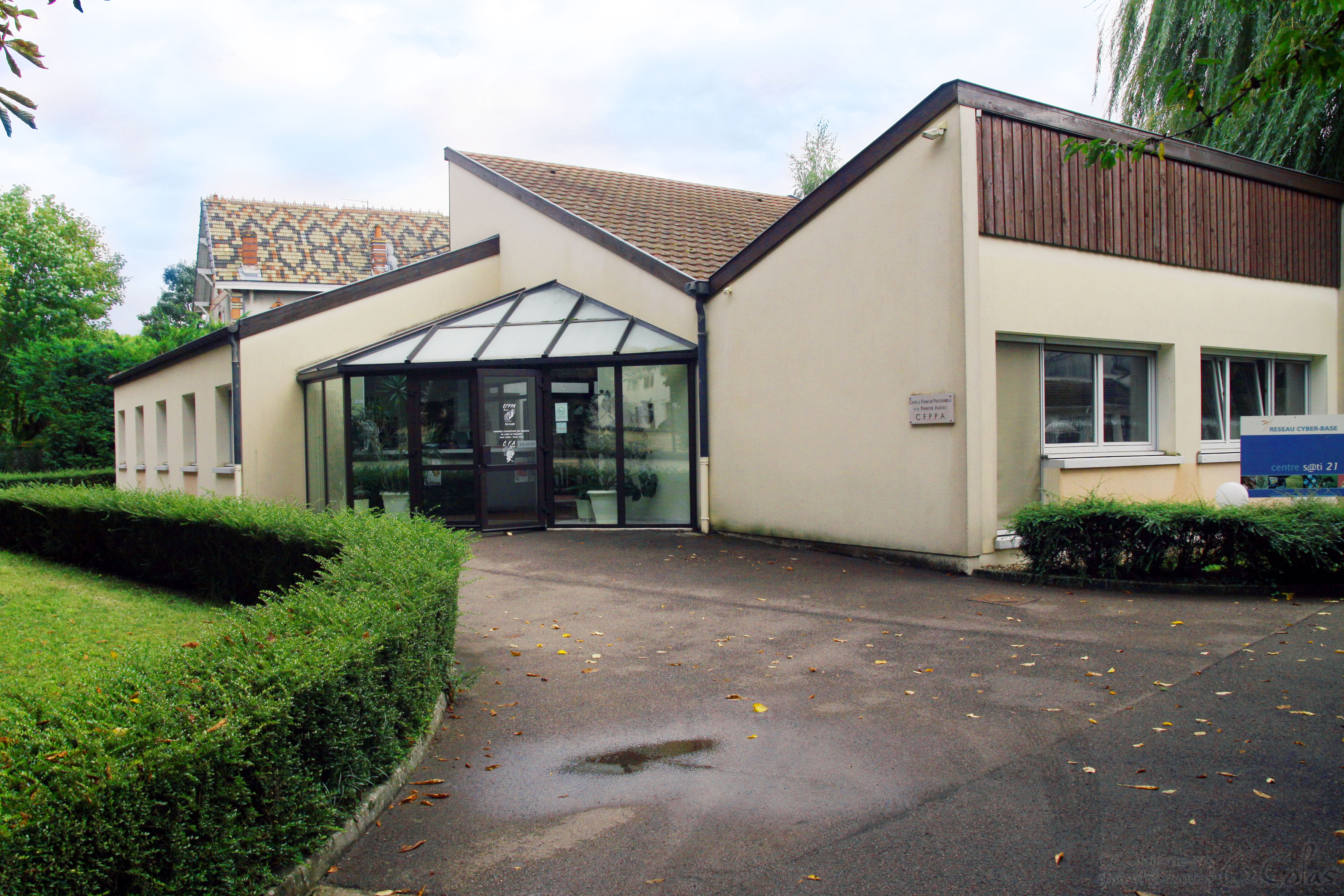
Bâtiment du CFPPA de La Viti

Le CFPPA propose différents types de formations, qui se regroupent ainsi :

Les formations techniques :
- le BPA et le BP REA en viticulture-œnologie sont des formations continues à distance ou en alternance ;
- le BTS viticulture et œnologie en alternance ;
- la licence professionnelle viticulture raisonnée en partenariat avec la Sup Agro de Montpellier ;
- des formations courtes pour les salariés viticoles ou les exploitants (conduite d’enjambeur, machinisme, taille de la vigne).

Les formations commerciales :
- le brevet professionnel de sommelier ;
- l'institut des forces de vente avec la Chambre de commerce et d'industrie de Beaune ;
- le certificat de spécialisation en commerce des vins ;
- le master et un certificat d'études spécialisées en commerce international des vins, en partenariat avec l’ENESAD.

Une formation en tourisme :
- la préparation au concours de guide interprète régional.

Ainsi que des formations internationales, avec l'accueil de stagiaires étrangers, et des participations à des programmes européens ou internationaux avec de nombreux pays.

## Bâtiments

### Internat et réfectoire

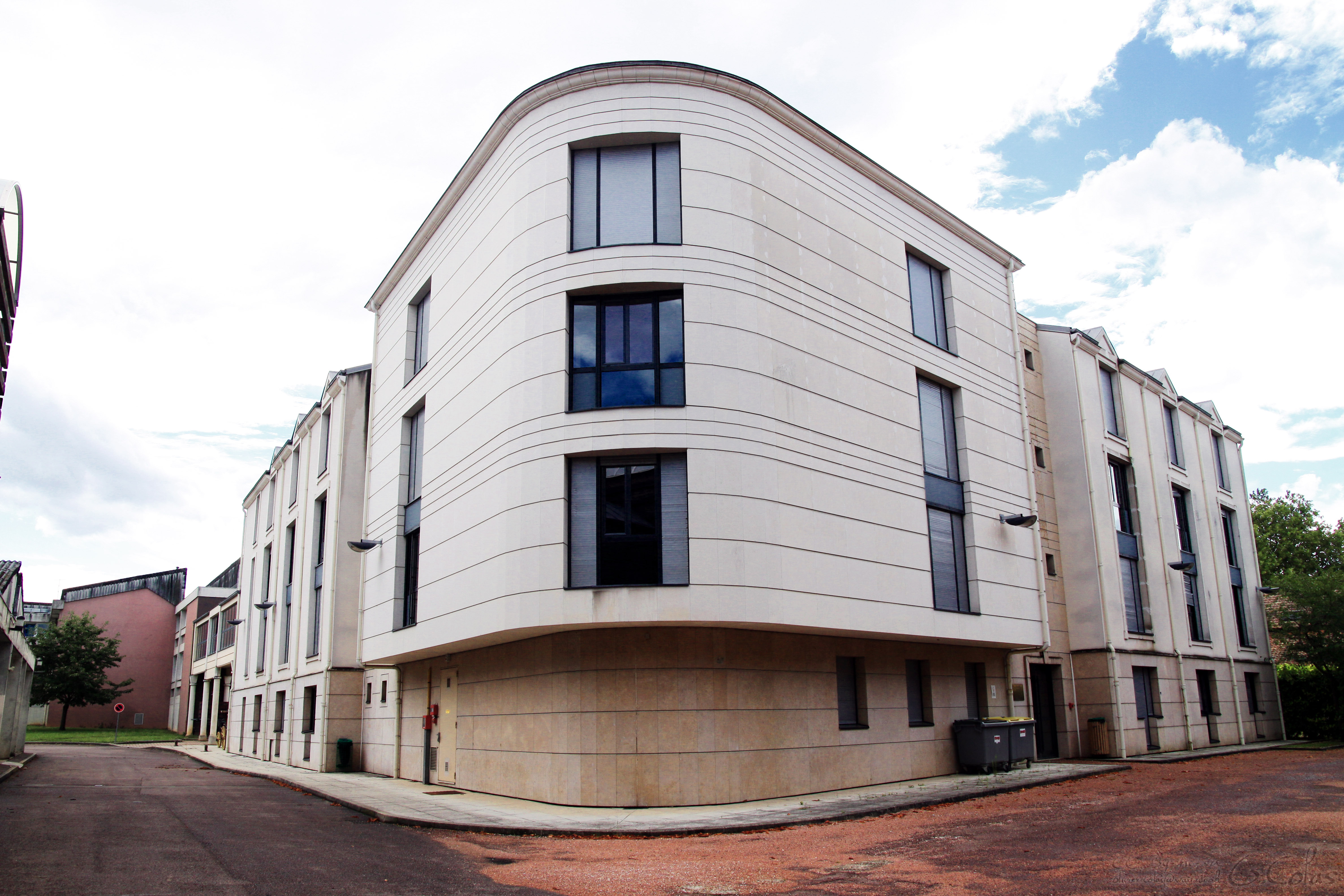
Bâtiment de l'internat de La Viti

La Viti possède un réfectoire pour les élèves, toutes formations confondues, servant petit-déjeuner, déjeuner et dîner. Un internat est également présent sur le site, permettant aux élèves de séjourner la semaine, et aux étudiants étrangers sur de longues périodes.

### Domaine Viticole
L’exploitation ne dispose d’aucune subvention de fonctionnement et l’équilibre de son budget est réalisé grâce aux recettes provenant des ventes de vins. C’est donc une véritable exploitation viticole, servant avant tout à la formation pratique des élèves du lycée. Encadrés par des enseignants et le personnel salarié du Domaine, les élèves participent aux vendanges, aux vinifications et à tous les travaux de la vigne jusqu’à la commercialisation des vins.  
Le domaine possède sa propre cuverie, refaite en 2017.  L'accueil est possible dans le caveau de dégustation et vente, 16 avenue Charles Jaffelin pour découvrir les vins élaborés par l'exploitation. Le Domaine du Lycée est adhérent à l'association des VIGNERONS INDEPENDANTS DE FRANCE depuis plus de 30 ans.  
L'exploitation possède 20 AOC différentes, pour une surface de 23 hectares et produit en moyenne 90 000 bouteilles par an. Le domaine est certifié HVE niveau 3 depuis 2016. La majorité des parcelles se trouvent en côte de Beaune, 40% sont des premiers crus, le reste étant des appellations villages, et régionales : 
Rouge
- Savigny-les-Beaune 1er cru aux gravains
- Beaune 1er cru
- Beaune 1er cru champs pimont
- Beaune 1er cru les bressandes
- Beaune 1er cru les perrières
- Beaune 1er cru montée rouge
- Beaune
- Côte de Beaune
- Bourgogne hautes-côtes-de-beaune
- Bourgogne passe-tout-grains

Blanc
- Puligny-Montrachet
- Beaune
- Côte de Beaune
- Bourgogne hautes-côtes de Beaune
- Cremant de Bourgogne
- Bourgogne aligoté

Les étudiants de La Viti participent aux vendanges chaque année sur le domaine du lycée. Les étudiants en première année de BTS Viticulture-Œnologie sont sollicités plus particulièrement pour les besoins en cuverie.